# Aphneope
Aphneope é um gênero de coleóptero da tribo Aphneopini (Cerambycinae); compreende duas espécies, com distribuição restrita à Austrália.

## Sistemática
- Ordem Coleoptera
  - Subordem Polyphaga
    - Infraordem Cucujiformia
      - Superfamília Chrysomeloidea
        - Família Cerambycidae
          - Subfamília Cerambycinae
            - Tribo Aphneopini
              - Gênero Aphneope Pascoe, 1863
                - Aphneope quadrimaculata Van de Poll, 1891
                - Aphneope sericata Pascoe, 1863